# Nipmuc
Nipmuc (Nipmuck, Nipmuk, Neepemut, Neepmuck, Neepnet, Neipnett, Nepmet, Nep Mock, Nepnet, Nibenet, Nipmoog, Nipmug, Nipmunk, Nipnet, Nipnett, Nopnat), ime za grupu nezavisnih bandi američkih Indijanaca porodice Algonquian, često u savezu s drugim plemenskim savezima, nastanjeni u domorodačko doba na središnjem platou Massachusettsa, napose u južnom dijelu okruga Worcester, te se prostiru dalje u sjeverni Rhode Island i Connecticut. U Connecticutu su Nipmuci imali 9 raznih skupina, 19 u Massachusettsu i jednu u Rhode Islandu. Rana populacija prema Sultzmanu iznosila je između 3000 i 10 000, s oko 40 sela. U suvremeno vrijeme preostalo ih je oko 1400, i to 1150 u Massachusettsu i 250 u Connecticutu, organiziranih u dva plemena Chaubunagungamaug kod jezera Chargoggagoggmanchauggagoggchaubunagungamaugg ili Webster i Hassanamesit ili Hassanamisco na rezervatu Hassanamisco u Graftonu. 

## Ime
Ime Nipmuc dolazi od indijanskog Nipamaug,  'fresh-water fishing place' ). U ostalim oblicima njihovo ime swe navodilo i kao Nipnet, Neepmuck, Neepnet, Neetmock, Neipnett i Nipmug.

## Sela
Sela Nipmuca prema Sultzmanu bila su: Accomemeck (Acoomemeck), Assabet, Attawaugan, Boggistowe, Chabanakonkomun, Cochhituate, Cocatoonemaug, Coweset (vidi Narragansett), Escoheag (Eascoheage, Easterig), Hadley Indians, Manchaug (Monuhchogok) (vidi Pequot), Mashapaug (vidi Massachuset), Massomuck (Wabaquasset, Wappaquasset, Wabiquisset) (vidi Pequot), Medfield, Menemesseg, Metewemesick, Missogkonnog, Monashackotoog (Monoshantuxet) (see Pequot), Musketaquid, Nashua (Nashaway) (vidi Sokoki i Pennacook), Naukeag, Nichewaug, Nipnet, Pascoag (Paskhoage), Pegan (Piegan), Poniken (Ponnakin), Quaddick, Quahmsit, Quinebaug (Quinnebaug, Quinapeake) (vidi Pequot), Quinsigamond, Segreganset, Segunesit, Squawkeag (Squaeg) (vidi Pocomtuc), Tatumasket, Totapoag, Wenimesset, Woruntuck, Wunnashowatuckoog (vidi Pequot) i Wusquowhanaukit.
Sela pokrštenih Indijanaca iz 1674: Chachaubunkkakowok (Chaubunagungamaug), Hassanamesit, Magunkaquog (Makunkokoag, Magunkook), Manchaug (Monuhchogok), Manexit (Maanexit, Mayanexit, Fabyan), Massomuck (Wabaquasset, Wappaquasset, Wabiquisset) (vidi Pequot), Nashoba (Nashobah), Okommakamesit (Ockoogameset), Pakachoog (Packachaug), Quabaug (Quaboag), Quantisset (Quinetusset), Wacuntug (Wacuntuc, Wacumtaug) i Washacum.
Sela pokrštenih Indijanaca iz 1680: Chachaubunkkakowok (Chaubunagungamaug), Hassanamisco, Magunkaquog (Makunkokoag, Magunkook), Manchaug, Manexit (Maanexit, Mayanexit, Fabyan), Massomuck (Wabaquasset, Wabiquisset), Nashobah, Nashaway (Weshacum), Okommakamesit (Ockoogameset), Pakachoog (Packachaug), Quabaug (Quaboag), Quantisset (Quinetusset), Wacuntug (Wacuntuc, Wacumtaug) i Wamesit.

## Plemena i bande
- Acoomemeck, lokacija nepoznata.
- Attawaugan, blizu Killinglya, Connecticut.
- Chabanakongkomun, blizu Dudleya.
- Chachaubunkkakowok, lokacija nepoznata.
- Coweset, sjeverni Rhode Island zapadno od rijeke Blackstone River.
- Hadley Indijanci
- Hassanamesit, današnji Grafton.
- Magunkaquog, at Hopkinton.
- Manchaug, blizu Oxforda.
- Manexit, blizu Thompsona, Connecticut.
- Mashapaug, na Mashapaug Pondu, na mjestu današnjeg grada Union, Connecticut.
- Massomuck
- Medfield Indijanci, u Medfieldu, domorodački naziv je nepoznat.
- Menemesseg, blizu New Braintreea.
- Metewemesick, blizu Sturbridgea.
- Missogkonnog, lokacija nepoznata.
- Musketaquid (Muskataquid), lokacija nepoznata.
- Nasbobah, blizu Magog Ponda, u Littletonu.
- Nichewaug, oko Nichewauga, kod Petershama.
- Okommakamesit, blizu Marlborougha.
- Pakachoog, blizu Worcestera, možda u Millburyju.
- Quabaug, blizu Brookfielda.
- Quadick, blizu Quadick Reservoira, okrug Thompson, Connecticut.
- Quahmsit
- Quantisset, na Thompson Hillu, kod Thompsona, Connecticut.
- Quinebaug, na rijeci Quinebaug blizu Quinebaug Stationa, današnji Thompson, Connecticut.
- Quinetusset, blizu Thompsona na sjeveroistoku Connecticuta.
- Segunesit, sjeveroistočni Connecticut.
- Squawkeag
- Tatumasket, zapadno od Mendona, na jugu okruga Worcester.
- Totapoag
- Wabaquasset, šest milja južno od Quinebaug Rivera, južno od Woodstocka, Connecticut, ponekad se navode kao samostalno pleme.
- Wacuntug, na zapadnoj obali Blackstone Rivera, blizu Uxbridgea.
- Wenimesset, na mjestu današnjeg New Braintreea.
- Woruntuck

Suvremena plemena su:
- Chaubunagungamaug
- Hassanamesit

## Povijest
Nipmuci s bijelcima dolaze u kontakt 1620. nakon što su se iskrcali kod Plymoutha u Massachusettsu, a već 20 godina kasnije (1640) započet će pokrštavanje među njima, u čemu je veoma aktivan John Eliot (1604—1690), koji će 1663. tiskati prvu bibliju na indijanskom jeziku (natick) u Americi. Nipmuce se Biblija očita nije mnogo dojmila i već 1675. gotovo svi se priključuju ratu Kralja Filipa (King Philip's War), i učestvuju dva puta u napadu na Brookfield i s Pocomtuc Indijancima na Deerfiled uništivši komandu kapetana Thomasa Lothropa u masakru na Bloody Brooku.  U napadu su bile vođe Mattamuck, Sagamore Sam, Matoonas i One Eyed John, iz plemena Nipmuca; Anawan, Penchason, i Tatason, od  Wampanoaga, i Sangumachu od Pocomtuca. Nakon što je ubijen Filip, počinje lov na Nipmuce koji su sudjelovali u napadima na koloniste, pa su se mnogi priključili St. Francois Indinacima i postali saveznici Francuza. Dio se od ostalih Nipmuci priključili su se Mahicanima i krenuli na zapad prema dolini rijeke Susquehana u Pennsylvaniji, a odatle u Ohio. Neki se priključiše Munseema u sjevernom New Yerseju, dok je šačica preostalih u Novoj Engleskoj smještena na rezervate ili u nekoliko naselja pokrštenih Indijanaca. Potomci ovih pokrštenih Indijanaca danas su poznati kao Natick Prying indians (vidi  Arhivirana inačica izvorne stranice od 28. rujna 2007. (Wayback Machine)) i žive u Masaschusettsu. Ostale dvije grupe su Chaubunagungamaug i Hassanamesit.

## Etnografija
Nipmuci su stanovnici obala rijeka i jezera, i tek zbirni naziv grupi raznih seoskih ili teritorijalnih polunomadskih bandi bez političke organizacije, a to znači nezavisnih skupina, koje su se znale udruživati u konfederacije drugih algonquianskih saveza. Svaka ovakva banda imala je svoga vlastitog poglavicu i svoje vlastito područje kojim je sezonski tumarala u potrazi za resursima hrane. Svaka se sastojala od skupina srodnih obitelji i imala jedno ili više sela. Kao i druga Algonquianska plemena Istočno-šumskih Indijanaca uzgajali su kukuruz, te se bavili lovom i ribolovom, kao i sakupljanjem divlje biljne hrane, kao što je razno voće. Nedostatku političke organizacije Nipmucka išlo je na ruku to što su bili u miroljubivim odnosima sa susjednim plemenima.

## Vanjske poveznice
- Who were the Nipmuc Indians?  Arhivirana inačica izvorne stranice od 25. lipnja 2007. (Wayback Machine)
- The 1663 Eliot Bible: The First Bible Printed in America
- Bloody Brook Massacre  Arhivirana inačica izvorne stranice od 11. veljače 2010. (Wayback Machine)
- Praying Indians of Natick and Ponkapoag
- Hassanamesit Indian Reservation in MA